# Kopaniny (Aš)
Kopaniny (németül Krugsreuth) Aš településrésze Csehországban a Karlovy Vary-i kerület Chebi járásában. Korábban önálló község.

## Fekvése
Az Aši-kiszögellés keleti részén, a Kopaniny-hegy (csehül Kopaninský vrch) menti völgyben, Aš-tól 5 km-re északkeletre fekszik.

## Története
Német telepesek alapították a 12. században. 1315-ben a Sachsgrüni Feiltsch-család birtokaként említik elsőként. Később a Neuberg-család, majd a 15. század kezdetétől a Zedtwitz-család birtokában évszázadokon keresztül. Kastélyát is ők építtették. 1946-ban német nemzetiségű lakosságát kitelepítették.

## Nevezetességek
- Zedtwitz-kastély. Építésének ideje ismeretlen, legkorábbi írásos említése 1537-ből származik. Az 1764-ben részben lerombolt épületet már nem újították fel.
- Templomát 1890-ben építették.

## Népessége
A település népessége az alábbiak szerint alakult:
| Lakosok száma | 635  | 714  | 848  | 992  | 914  | 258  | 177  | 126  | 94   | 123  |
|               | 1850 | 1880 | 1900 | 1910 | 1930 | 1950 | 1970 | 1980 | 2001 | 2021 |

## Képtár

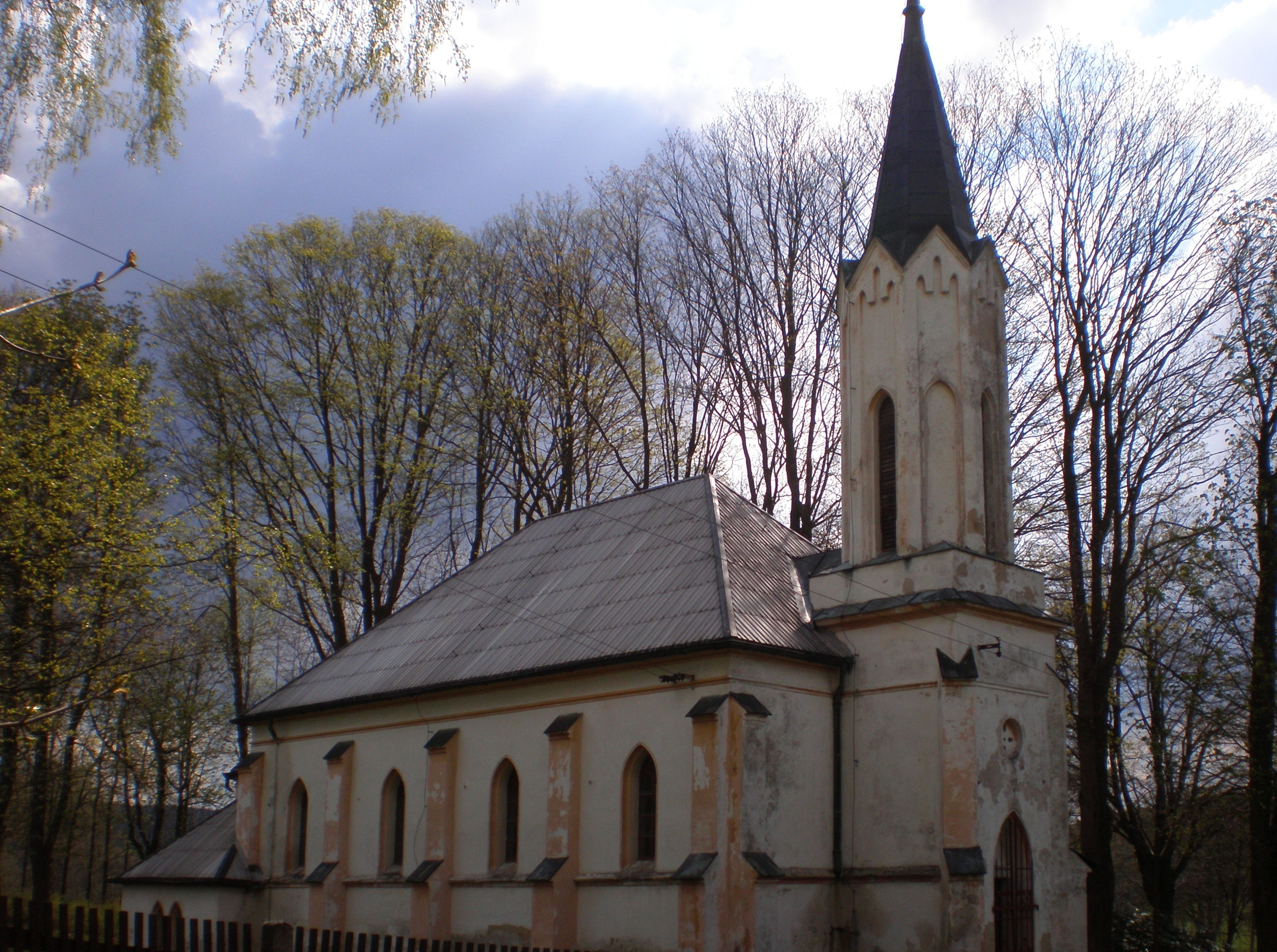
Temploma
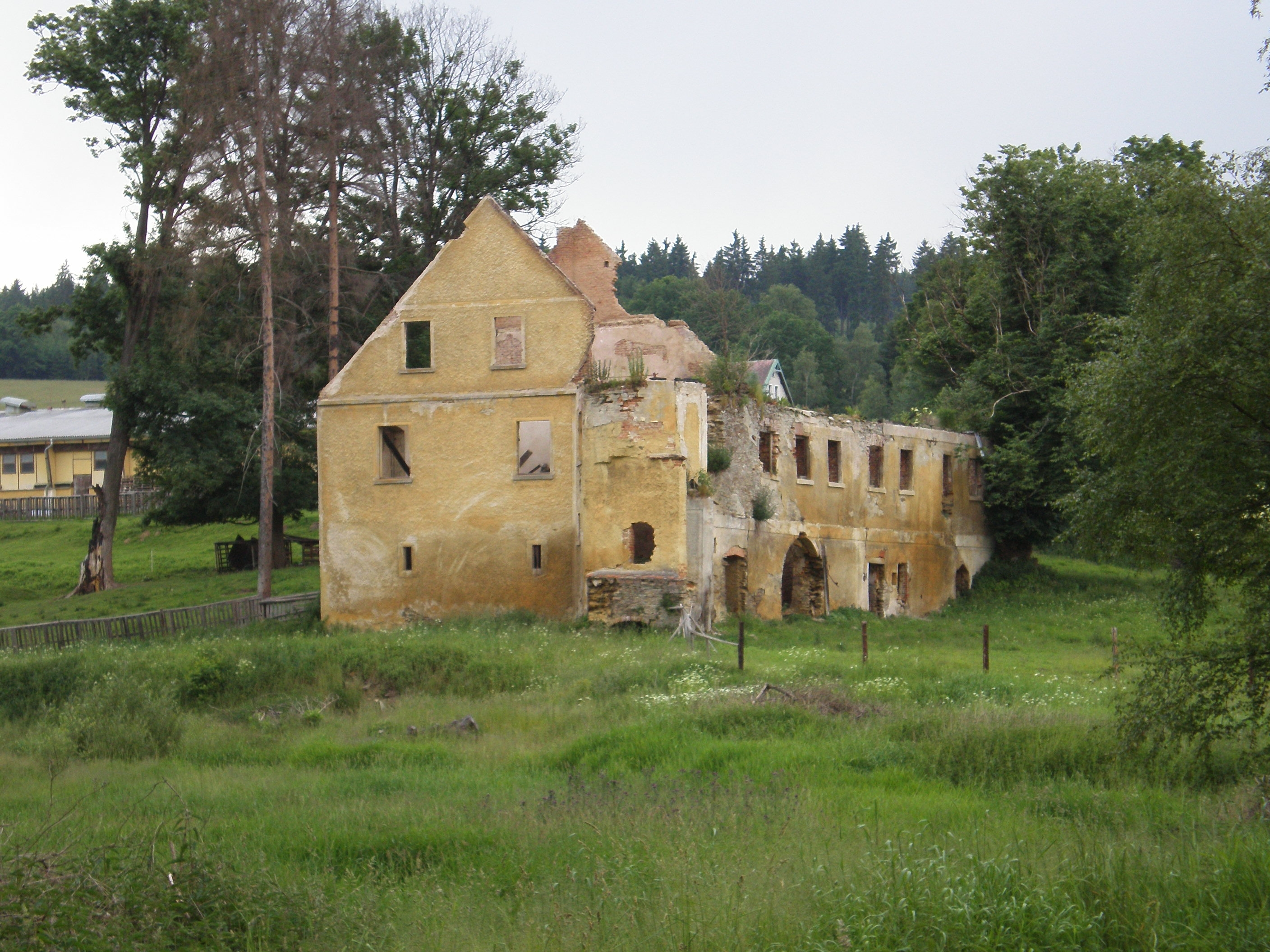
A Zedtwitz-kastély romjai
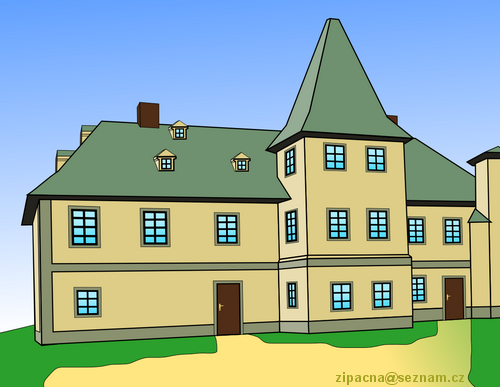
A kastély 1907-beli kinézetének rekonstruált rajza

## Fordítás
- Ez a szócikk részben vagy egészben a Kopaniny (Aš) című cseh Wikipédia-szócikk ezen változatának fordításán alapul.  Az eredeti cikk szerkesztőit annak laptörténete sorolja fel. Ez a jelzés csupán a megfogalmazás eredetét és a szerzői jogokat jelzi, nem szolgál a cikkben szereplő információk forrásmegjelöléseként.